# Anomaloglossus degranvillei
Anomaloglossus degranvillei, también llamado Degranville's rocket frog,  es una especie de anfibio anuro de la familia Aromobatidae. Se sabe que habita en la Guayana Francesa, pero es probable que también esté en Surinam, Brasil, Guyana y Venezuela.

## Descripción
Los Anomaloglossus degranvillei son ranas pequeñas, su longitud hocico-cloaca es entre 14 y 20,5 mm. Su coloración ventral es de marrón negro con manchas blancas. Los machos llevan los renacuajos en la espalda, donde completan su desarrollo, los renacuajos no se alimentan.

## Hábitat
Los Anomaloglossus degranvillei habitan en los bordes de arroyos rocosos. No se encuentran a través de los arroyos pantanosos o terrenos arenosos. Son diurnos y parecen ser territoriales. La especie no es considerada amenazada en su hábitat.